# Motorola Xoom 2
Motorola XOOM 2（モトローラ ズーム ツー）は米・モトローラ・モビリティによって開発された Androidベースのタブレット端末である。
2011年11月3日、モトローラ・モビリティによって発表された。
モトローラのウェブサイトによれば、前機種である Motorola XOOM と比較して「10パーセント軽く」「33パーセント薄く」なり、「改良された10.1インチスクリーン」を搭載、また、「パソコン上のファイルをMotoCastを使って端末にストリーム配信」できると謳われている。さらに、1.2GHzのデュアルコアプロセッサーによって「20％の高速化」をするとも述べられている。
XOOM 2 では Media Edition という別版もリリースされる。モトローラのウェブサイトでは、「MotoCastを使ってパソコンからファイルをストリーム配信」、「8.2インチの高解像度スクリーン」搭載、「バーチャルサラウンドサウンド対応」と記載されている。